# عملية ميونيخ (الحرب العالمية الثانية)

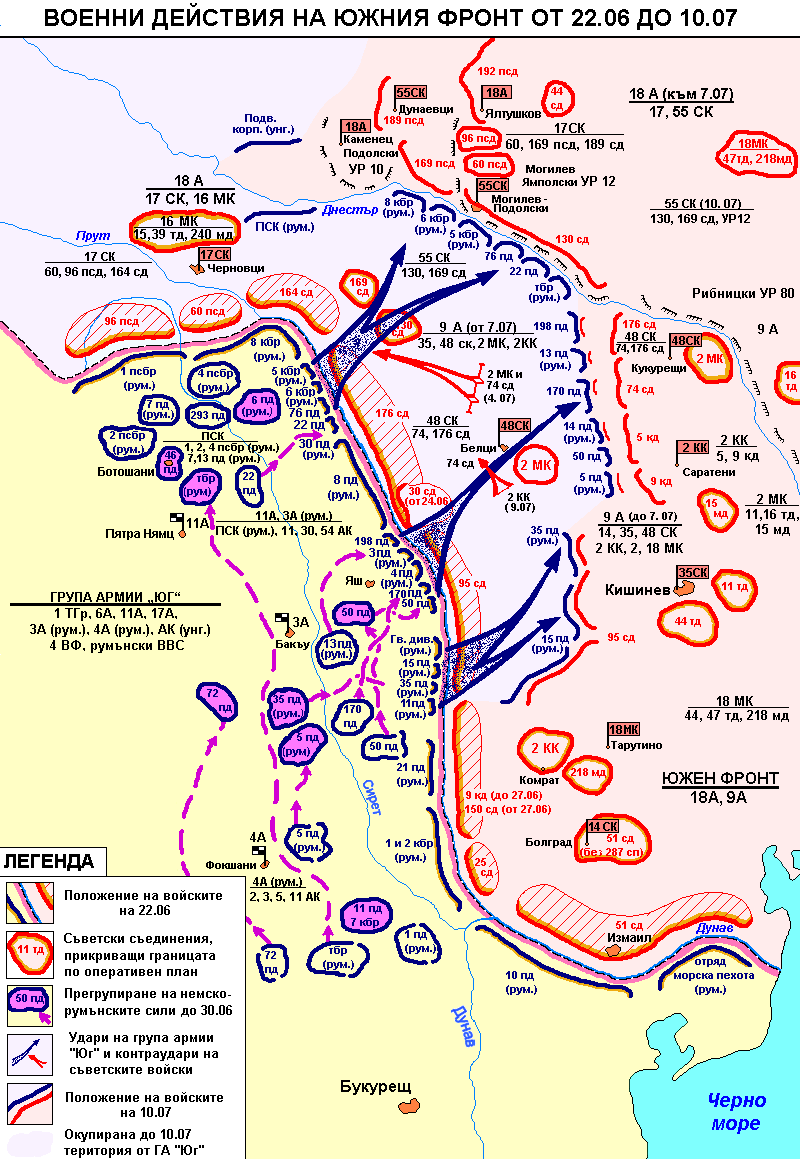
عملية ميونيخ

عملية ميونيخ (الرومانية: Operațiunea München) كان الاسم الرمزي الروماني للهجوم الألماني الروماني المشترك أثناء الغزو الألماني للاتحاد السوفيتي في الحرب العالمية الثانية، وكان الهدف الأساسي هو استعادة بيسارابيا وشمال بوكوفينا ومنطقة هيرتسا، التي تنازلت عنها رومانيا للاتحاد السوفيتي قبل عام (الاحتلال السوفيتي لبيسارابيا وشمال بوكوفينا).  بدأت العملية في ليلة 2-3 يوليو 1941 وانتهت بنجاح بعد 24 يومًا من القتال. وشملت تشكيلات المحور المشاركة الجيش الروماني الثالث (تحت قيادة بيتري دوميتريسكو) في الشمال؛ والجيش الألماني الحادي عشر والوحدات الرومانية التابعة (تحت قيادة يوجين ريتر فون شوبيرت) في الوسط؛ والجيش الروماني الرابع (تحت قيادة نيكولاي تشيوبركا) في الجنوب.  

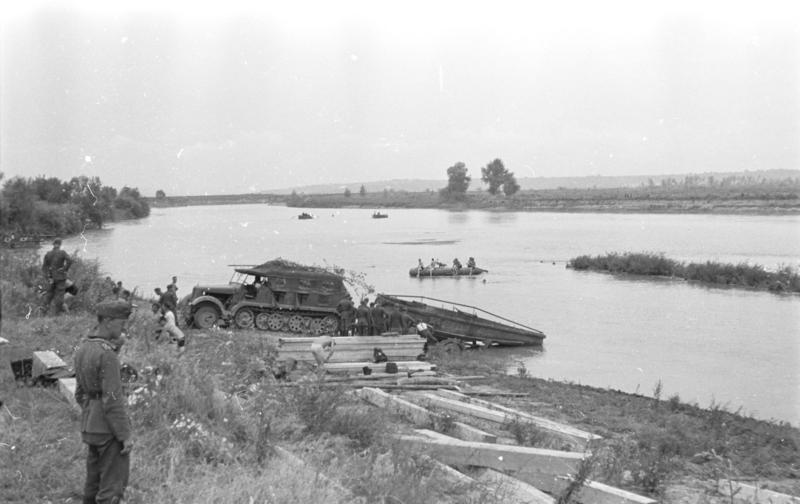
وحدات من الجيش الألماني الحادي عشر تبني جسرًا عائمًا عبر نهر بروت أثناء التقدم نحو أومان

بدأ الهجوم في 2 يوليو، بهجوم القوات الرومانية شمالًا. في 5 يوليو، استولت كتيبتا فاناتوري دي مونتي الثالثة والعشرون على سيرناوتي، عاصمة بوكوفينا الشمالية. في 16 يوليو، استولت القوات الرومانية بقيادة الفرقة المدرعة الرومانية الأولى، المجهزة بشكل أساسي بـ 126 دبابة خفيفة من طراز بانزر 35 على كيشيناو، عاصمة بيسارابيا، بعد قتال عنيف. بحلول 26 يوليو، كانت المنطقة بأكملها تحت السيطرة الرومانية الألمانية. في 17 أغسطس، أُعيد دمج بيسارابيا وبوكوفينا الشمالية رسميًا في الدولة الرومانية. 

## القتال في جنوب بيسارابيا
كانت العمليات القتالية في جنوب بيسارابيا من أكثر العمليات تعقيدًا في العملية بأكملها، حيث شاركت فيها المدفعية والسفن الحربية والطيران والجنود ومشاة البحرية من كلا الجانبين. تألف أسطول الدانوب السوفيتي من 5 سفن مراقبة نهرية، و22 زورقًا آليًا مسلحًا ومدرّعًا، و7 زوارق كاسحة ألغام. أما أسطول الدانوب الروماني، فكان يضم 7 سفن مراقبة نهرية، وعددًا أقل، حوالي 4 قوارب صغيرة مسلحة. بدأ القتال في هذا القطاع من الجبهة قبل أيام من العملية، بأول مناوشة بين السفن الحربية السوفيتية والرومانية في 23 يونيو، عندما حاولت السفن السوفيتية كسر الحصار البحري الروماني. وفي ليلة 9/10 يوليو، استغلت السفن الحربية السوفيتية ضعف الرؤية وتمكنت من التسلل عبر الحصار. في 26 يونيو، دعماً للغارة البحرية على كونستانتسا، أنزلت الزوارق الحربية السوفيتية المدرعة قوات في تشيليا فيتشي واستولت على معظم كتيبة المشاة البحرية الرومانية الخامسة عشرة، وبلغت الخسائر الرومانية 468 جنديًا. تمكنت بقايا الكتيبة، بدعم من قارب مسلح وزورقان آليان، من الدفاع عن جزيرة ستيبوك ضد المزيد من الهجمات السوفيتية. تمكنت الكتيبة الرومانية السابعة عشرة للمشاة البحرية من الاحتفاظ بقطاع بيريبرافا طوال العملية والأيام السابقة، وصدت العديد من الهجمات السوفيتية. خلال هذا الوقت، أغرقت مدفعيتها أيضًا أربعة زوارق مدرعة سوفيتية. في ليلة 22-23 يوليو، احتلت الكتيبة تاتاربوناري. في النهاية، بلغت خسائر أسطول الدانوب السوفيتي تدمير اثنين من مراقبي النهر وإغراق خمسة زوارق آلية مدرعة وإتلاف واحد آخر. في 18-19 يوليو، انسحب الأسطول من دلتا الدانوب. وهكذا، في 22 يوليو، احتل الرومانيون ريني وإسماعيل وكيليا وفيلكوفي.  :52-59, 87-88

## الاشتباكات البحرية
خاض التشكيل البحري الروماني المشارك في العملية، مجموعة تولسيا التكتيكية، عدة اشتباكات بحرية ضد البحرية السوفيتية. أسفرت هذه المعارك عن تدمير سفينتين حربيتين سوفيتيتين وزورقين حربيين مدرعين، بالإضافة إلى غرق زورق حربي مدرع آخر.  كان الزورقان الحربيان السوفيتيان المتضرران نتيجة عملية سبقت العملية بعدة أيام.

### 13 يوليو
في 13 يوليو، واجهت سفينة المراقبة الرومانية ميخائيل كوجالنيشينو سفينة مراقبة سوفيتية قرب قرية كوبانا بالكا. هاجمت السفينة الرومانية، وأصابت نظيرتها السوفيتية إصابة مباشرة. ردّت السفينة الحربية السوفيتية بإطلاق النار دون جدوى قبل أن تنسحب. 

### 14 يوليو
في 14 يوليو، هاجمت ميخائيل كوجالنيشينو سفينة المراقبة السوفيتية أودارني في إسماعيل. وكما في اليوم السابق، أصابت سفينة المراقبة الرومانية عدوها السوفيتي إصابة مباشرة، رغم ردّ الأخير العنيف بنيرانها. واصلت أودارني إطلاق النار أثناء انسحابها، ولكن لم تُلحق أي أضرار بالسفينة الحربية الرومانية. 
في مرحلة ما أثناء العملية، قصفت الزوارق الرومانية المسلحة وأغرقت زورقًا حربيًا مدرعًا قبالة جزيرة إيزاكيا. 

## القتال الجوي

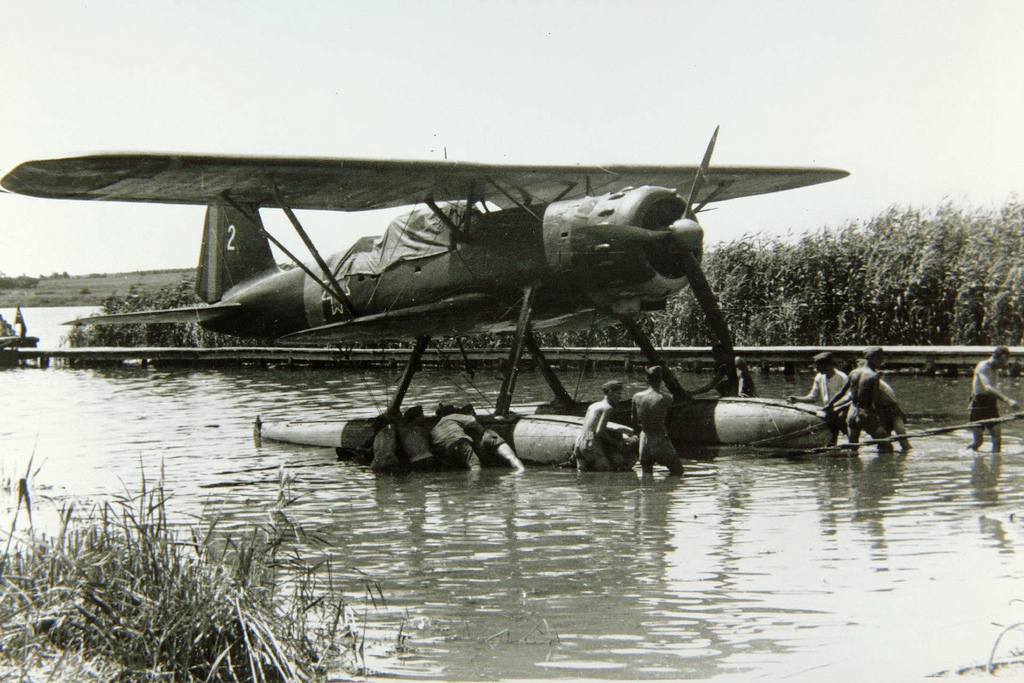
الطائرة العائمة الرومانية هاينكل هي 114 أثناء العملية

نفذ الملازم تيودور موسكو من إسكادريلا 51 أول قتال جوي سوفيتي روماني. أثناء تحليقه فوق جنوب بيسارابيا، هاجم تشكيل من خمس طائرات بوليكاربوف آي-16 طائرته هاينكل هي 112. أسقط الطيار الروماني ثلاثًا منها بسرعة، مما تسبب في تراجع الاثنتين الأخريين. أسقطت ثماني طائرات سوفيتية أخرى خلال هذه المعركة وتم إطلاق النار على 40 طائرة أخرى على الأرض، لكن الرومانيين فقدوا 11 من طائراتهم بسبب النيران الأرضية السوفيتية. في 12 يوليو، ردًا على هجوم مضاد قوي للجيش الأحمر، جمع الرومانيون أسطولًا جويًا من 59 قاذفة قنابل (معظمها من صنع إيطالي وبولندي) يرافقها 54 مقاتلة (بما في ذلك طائرات IAR-80 الرومانية الصنع). اجتاحت هذه القوة المختلطة السوفييت من السماء قبل أن تدمر القوات البرية السوفيتية (المدفعية والقوات ووسائل النقل والدبابات). في إحدى الحالات، نفدت ذخيرة طيار IAR-80، فاسيلي كلارو، بعد تدمير ثلاث طائرات بوليكاربوف من أصل ست طائرات كانت تلاحقه. ونتيجةً لذلك، اصطدم بطائرته بطائرة رابعة، مما أسفر عن مقتل نائب قائد سرب سوفيتي (شامانوف)، لكن كلارو نفسه لم ينجُ من الحادث أيضًا. في النهاية، صُدِّ الهجوم السوفيتي المضاد بخسائر فادحة. بحلول 26 يوليو، كان الرومانيون قد رسّخوا تفوقهم الجوي فوق بيسارابيا وشمال بوكوفينا. نفّذوا ما مجموعه 5100 مهمة، مُدّعين إسقاط 88 طائرة معادية في قتال جوي، بالإضافة إلى 108 طائرات دُمِّرت على الأرض بتكلفة 58 طائرة من طائراتهم. كما أُسقِطت 59 طائرة سوفيتية إضافية بنيران مضادة للطائرات من قِبَل القوات الرومانية.

## فهرس
- Axworthy، Mark؛ Scafeș، Cornel I.؛ Crăciunoiu، Cristian (1995). Third Axis Fourth Ally: Romanian Armed Forces in the European War, 1941–1945. London: Arms & Armour Press. ISBN:1-85409-267-7. OCLC:32552622.